# Nicolás Bravo

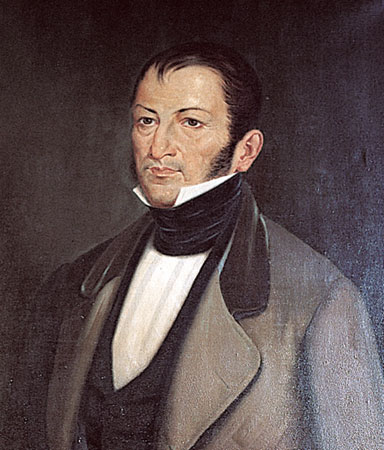
Nicolás Bravo

Nicolás Bravo Rueda (Chilpancingo, 10 september 1786 - aldaar, 22 april 1854) was een Mexicaans militair en politicus. Hij was drie keer president van Mexico.
Tijdens de Mexicaanse Onafhankelijkheidsoorlog vocht hij aan de zijde van José María Morelos. In 1811 klom hij op tot bevelhebber in Veracruz en hij was ook betrokken bij het congres van Chilpancingo. In 1812 deed zich een incident voor waarbij Bravo veel populariteit verwierf. Zijn vader Leonardo Bravo was in handen gevallen van Spaanse troepen. De Spaanse vicekoning Francisco Javier de Venegas stelde Nicolás Bravo een ultimatum. Als hij zich niet overgaf, zou hij Leonardo ter dood brengen. Nicolás weigerde hierop in te gaan en zijn vader werd ter dood gebracht door middel van de garrote, waar normaliter alleen zware criminelen mee ter dood werden gebracht. Nu wilde het toeval dat Nicolás kort van tevoren een veldslag had gewonnen waarbij hij 300 krijgsgevangenen had gemaakt. Morelos stond hem toe deze om het leven te brengen om zo de dood van zijn vader te wreken. Bravo vond echter niet dat hij zich tot het niveau van Venegas moest verlagen, en liet de gevangenen vrij. Deze waren hier zo enthousiast over dat ze zich aansloten bij Bravo en meevochten met de onafhankelijkheidsstrijders. Hij kreeg hierdoor de bijnaam Héroe del Perdón, held van de vergiffenis.
In 1817 werd hij gevangengenomen door Spanjaarden. Drie jaar later kwam hij weer vrij. Hij sloot zich aan bij het leger van de drie garantiën en maakte op 27 september 1821 zijn intrede in Mexico-Stad aan de zijde van Agustín de Iturbide, Guadalupe Victoria en Vicente Guerrero.
Nadat Iturbide tot keizer was gekroond, nam Bravo de wapenen tegen hem op en vormde een tegenregering in Oaxaca. Na de invoering van de republiek (1824) werd Bravo vicepresident onder Guadalupe Victoria. Bravo was drie keer kort president van Mexico: in 1839, van 1842 tot 1843 en in 1846.
Tijdens de Amerikaans-Mexicaanse Oorlog diende hij als generaal in het Mexicaanse leger.Hij vocht onder andere bij slag om Chapultepec, waar hij het bevel voerde over de Niños Héroes. Na die slag gaf hij zich over aan de Amerikanen.
Na deze oorlog trok hij zich terug op zijn haciënda in Guerrero. Hij overleed daar op 22 april 1854. Drie uur later overleed zijn vrouw Antonina Guevara. Het gerucht ging dat ze waren vergiftigd door de dictator Antonio López de Santa Anna, die bang was dat Bravo zich zou aansluiten bij de Revolutie van Ayutla. Nicolás Bravo ligt begraven in de Ángel de la Independencia.
- Biblioteca Nacional de España: XX1462723
- Gemeinsame Normdatei: 1020929286
- International Standard Name Identifier: 0000 0000 5281 9043
- Library of Congress Control Number: nr95015828
- SNAC: w6mc96p2
- Virtual International Authority File: 29423607
- WorldCat: E39PBJwhDtFKcrfPvf7ddCkxDq